# Pluherlin
Pluherlin [plyɛʁlɛ̃] je francouzská obec v departementu Morbihan v regionu Bretaň.

## Vývoj počtu obyvatel
Počet obyvatel

## Historie
Název obce Pluherlin pochází ze slov Plou (farnost) a Hernim, jméno jednoho mnicha, který v 6. století přišel do Bretaně. Pluherlin je poprvé zmíněn v roce 833 v kopiáři kláštera Redon pod označením Plebs Huiernim a Hoiernin. Zde jistý Rethwalart onemocněl a očekávaje blížící se konec života, věnoval klášteru Redon svůj majetek. Pluherlin vznikl jako obec v roce 1790 a jeho území bylo definitivně stanoveno po dohodě s obcí Rochefort-en-Terre v roce 1802.

## Pamětihodnosti
- kostel Saint-Gentien restaurovaný v letech 1886-1902, vitráže z roku 1930
- kaple Notre-Dame-de-la-Barre z 15. století
- kaple Notre-Dame-de-Bon-Réconfort (16.-19. století)
- kaple Notre-Dame-de-Cartudo ze 17. století
- kříž na hřbitově
- kříž na náměstí
- kříž u mostu (1843, podstavec 1930)
- sousoší Kalvárie z roku 1821
- château de Talhouët (16.-17. století)
- château de Gournava (1895)
- bývalý château de Kerfériou
- vodní mlýn Boisbréhan